# وانگ یانگ (بازیکن واترپلو)
وانگ یانگ (انگلیسی: Wang Yang؛ زادهٔ ۱۷ ژانویهٔ ۱۹۸۳) بازیکن واترپلو اهل چین بود. وی در بازی‌های المپیک تابستانی ۲۰۰۸ شرکت کرده‌است.